# Hausen (Wichdorf)
Hausen (ⓘ) und Niedernhausen sind zwei unweit voneinander gelegene, in der ersten Hälfte des 15. Jahrhunderts wüst gefallene Siedlungen in der Gemarkung von Wichdorf, einem Stadtteil von Niedenstein im nordhessischen Schwalm-Eder-Kreis.

## Geographische Lage
Die beiden Wüstungen liegen etwa 1 km südlich von Wichdorf auf heutigen Ackerland in einer nach Osten ausladenden Schleife der Wiehoff an deren rechtem Ufer, Hausen (Lage) auf 244 m über NHN, Niedernhausen (Lage) etwa 150 m weiter südsüdöstlich auf 240 m über NHN. Der Flurname Hausen erinnert noch an sie. Die Kreisstraße K 79 von Wichdorf nach Kirchberg führt auf dem Gegenufer östlich im Bogen um die Wiehoffschleife herum.

## Geschichte
Obwohl Hausen erst im Jahre 1209 (Husen), als das St. Petri-Stift Fritzlar Zehnteinkünfte zu Hausen vermerkte, und Niedernhausen erst 1323 (Husen inferior), als Johann von Venne dem Kloster Hasungen seine Güter zu Niedernhausen verkaufte, urkundlich erwähnt werden, war der Ort wohl schon wesentlich früher besiedelt: im Bereich der Wüstung Hausen wurden Keramikscherben aus der Karolingerzeit gefunden.
Nur wenig ist zur Geschichte der beiden wohl eher kleinen Siedlungen bekannt. In Hausen hatte das Fritzlarer St. Petri-Stift auch 1310 noch Zehnteinkünfte. Beide Siedlungen waren ursprünglich kurmainzische Lehen, kamen aber 1354, wie nahezu alle bisherigen Mainzer Besitzungen in Nieder- und Oberhessen, an die Landgrafschaft Hessen. 1363 verkaufte die Witwe des Fritzlarer Bürgers Heinrich Katzmann dem Priester Heinrich Danke Güter in Hausen. 1428 gab Landgraf Ludwig I. eine Hube in Hausen, Teil eines mit dem Tod des Simon von Homberg d. J. heimgefallenen Burg- und Mannlehens an der Burg Niedenstein, an Reinhard d. Ä. von Dalwigk, im Dezember 1434 dann an Hermann Hund. Die Hund wurden noch bis 1655 weiterhin damit belehnt. 1447 wird Hausen als Wüstung bezeichnet.
Niedernhausen war bis zum Tod des Widekind Wackermaul aus Wichdorf, mit dem sein Geschlecht in der männlichen Linie erlosch, kurmainzisches Lehen seiner Familie. Nach seinem Tod 1346 gab Erzbischof Heinrich III. den dortigen Zehnt und die Niedere Gerichtsbarkeit an die Herren von Dalwigk, aber der Ort war – laut Georg Landau – wohl schon wüst. Noch bis 1801 wurde dieses Dalwigksche Lehen erneuert.